# Bezděkov nad Metují
Bezděkov nad Metují – miejscowość i gmina (obec) w Czechach, w kraju hradeckim, w powiecie Náchod. W 2022 roku liczyła 617 mieszkańców.
Miejscowość położona na lewym brzegu rzeki Metuje około 3,5 km na południe do miasta Police nad Metují. Założona w XIII w. przed klasztor benedyktynów. W dolnej części wsi znajduje się Hotel na Mýtě.

## Zabytki
- Kościół św. Prokopa w Bezděkovie, świątynia należy do broumovskiej grupy kościołów[4].
- Plebania w  Bezděkovie
- Pomnik poległych w latach 1941-1918 z kamiennym lwem oraz herbami Moraw, Słowacji, Czech i Śląska.

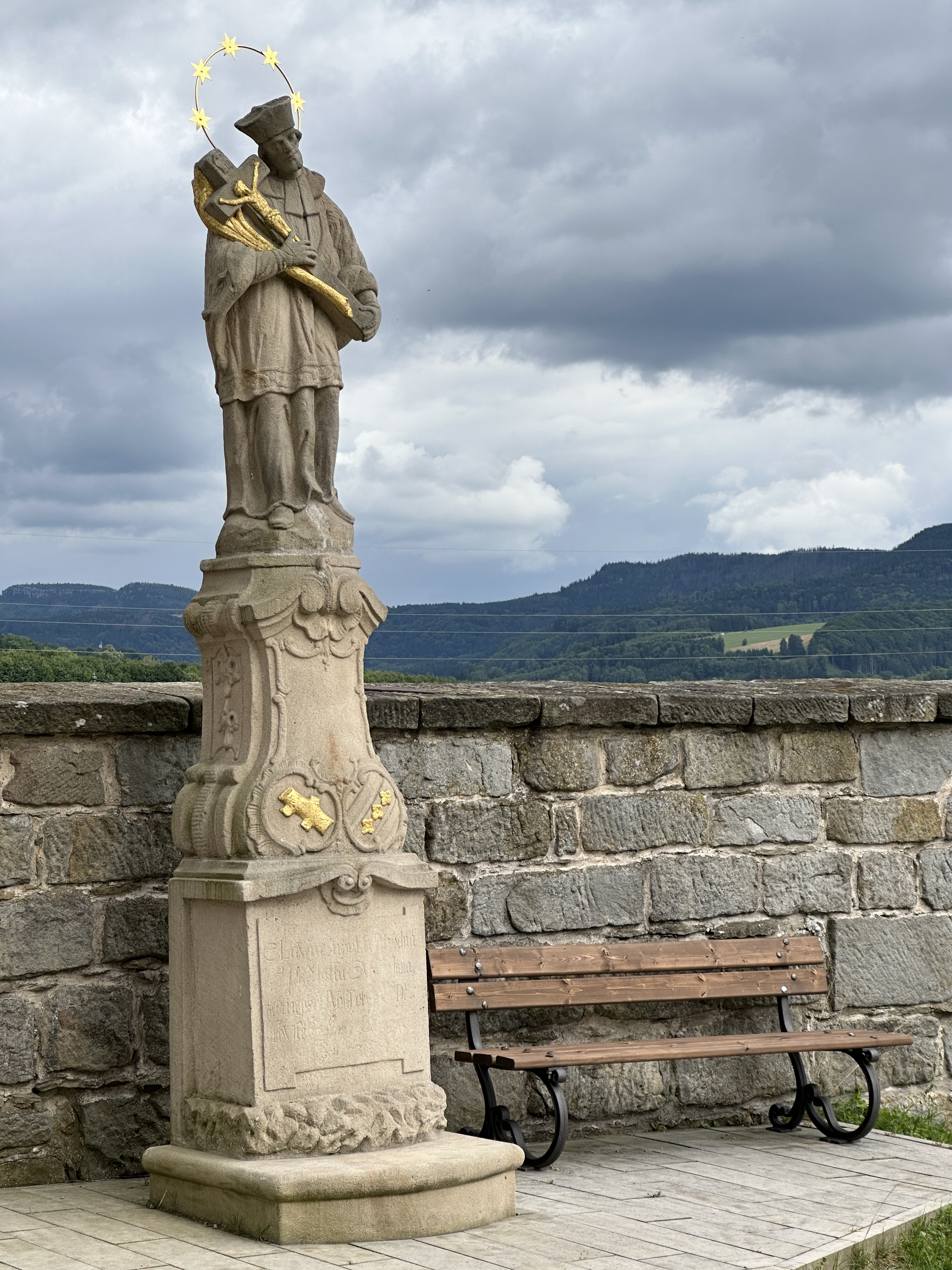
Posąg św. Jana Nepomucena
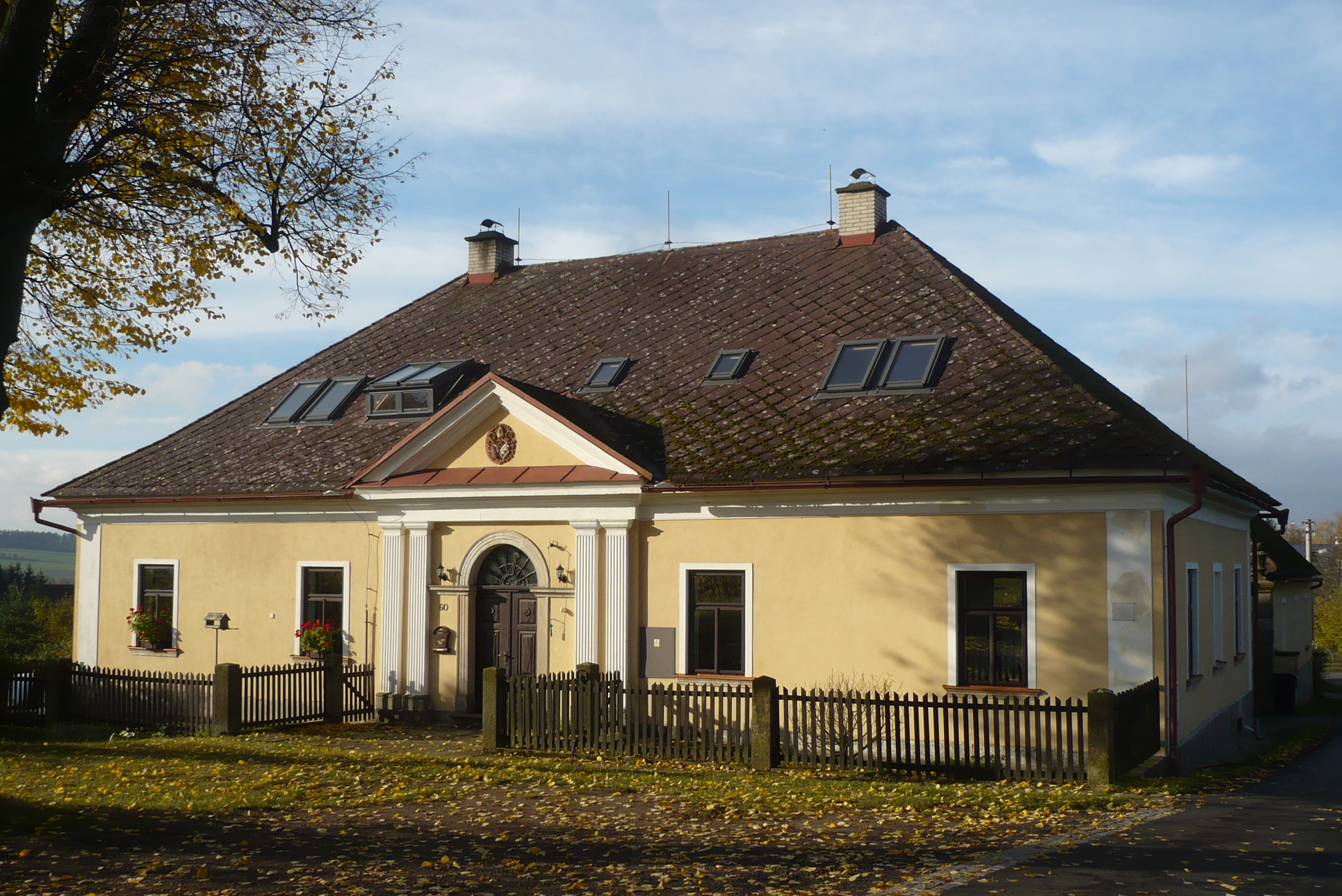
Plebania
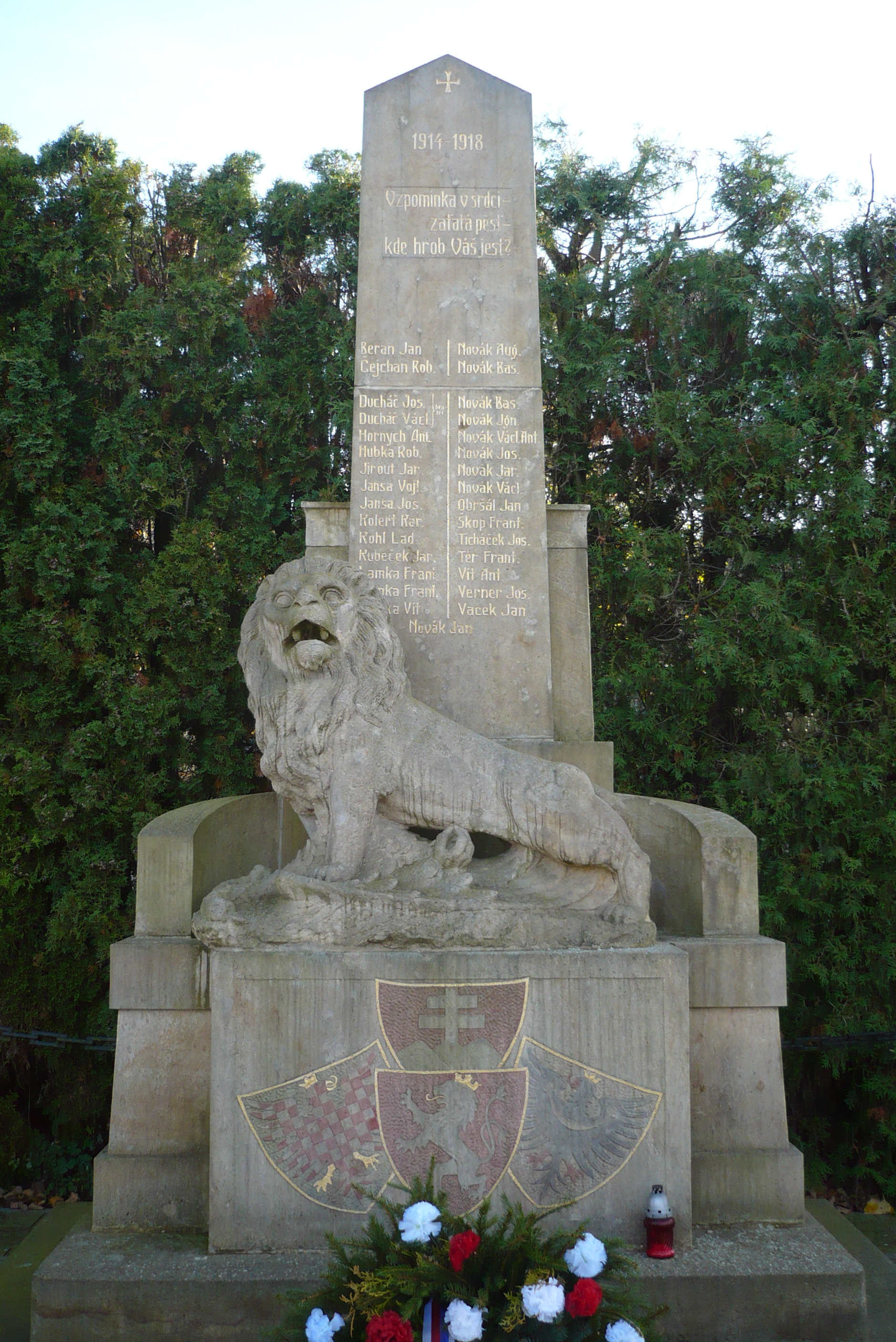
Pomnik poległych
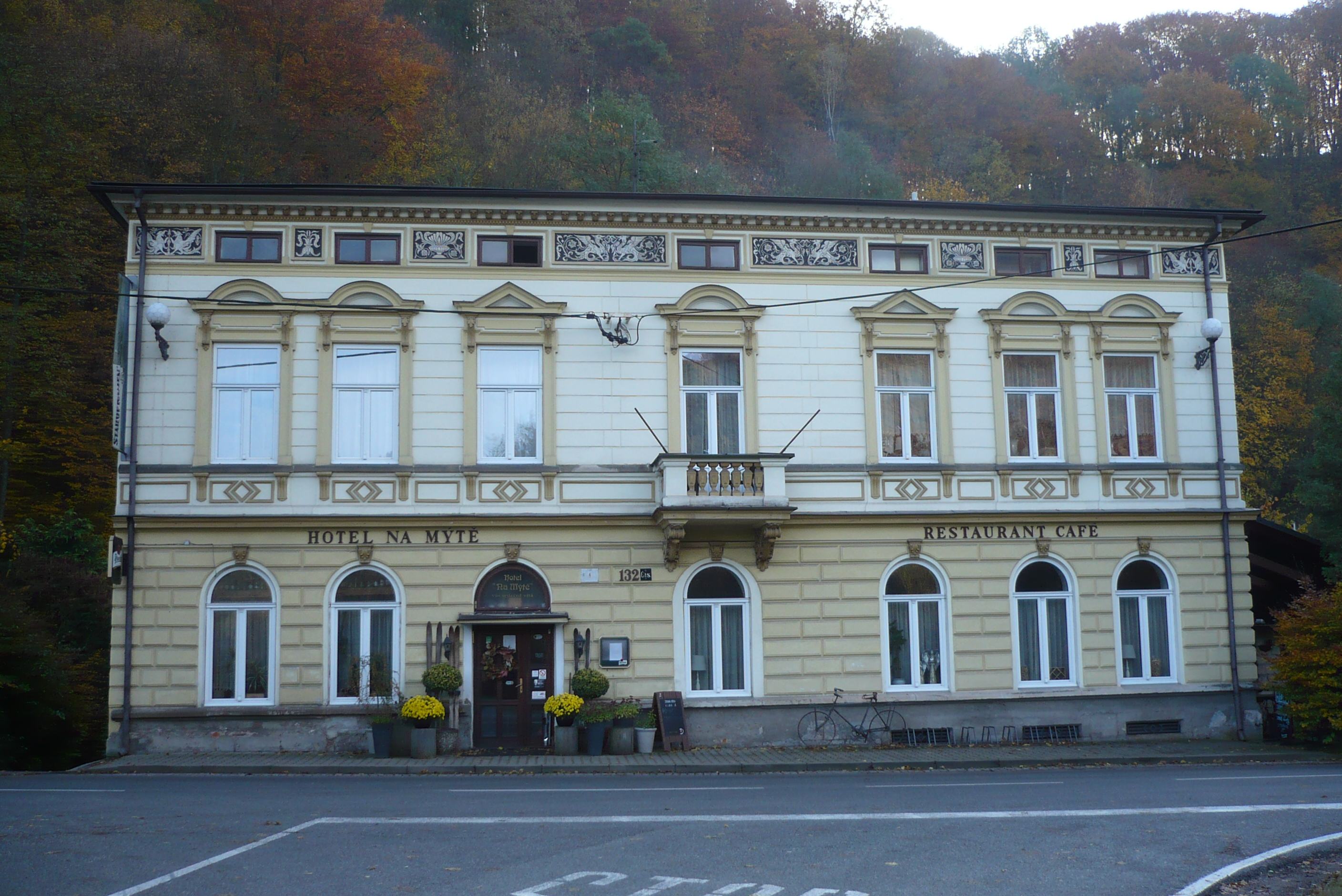
Hotel na Mýtě
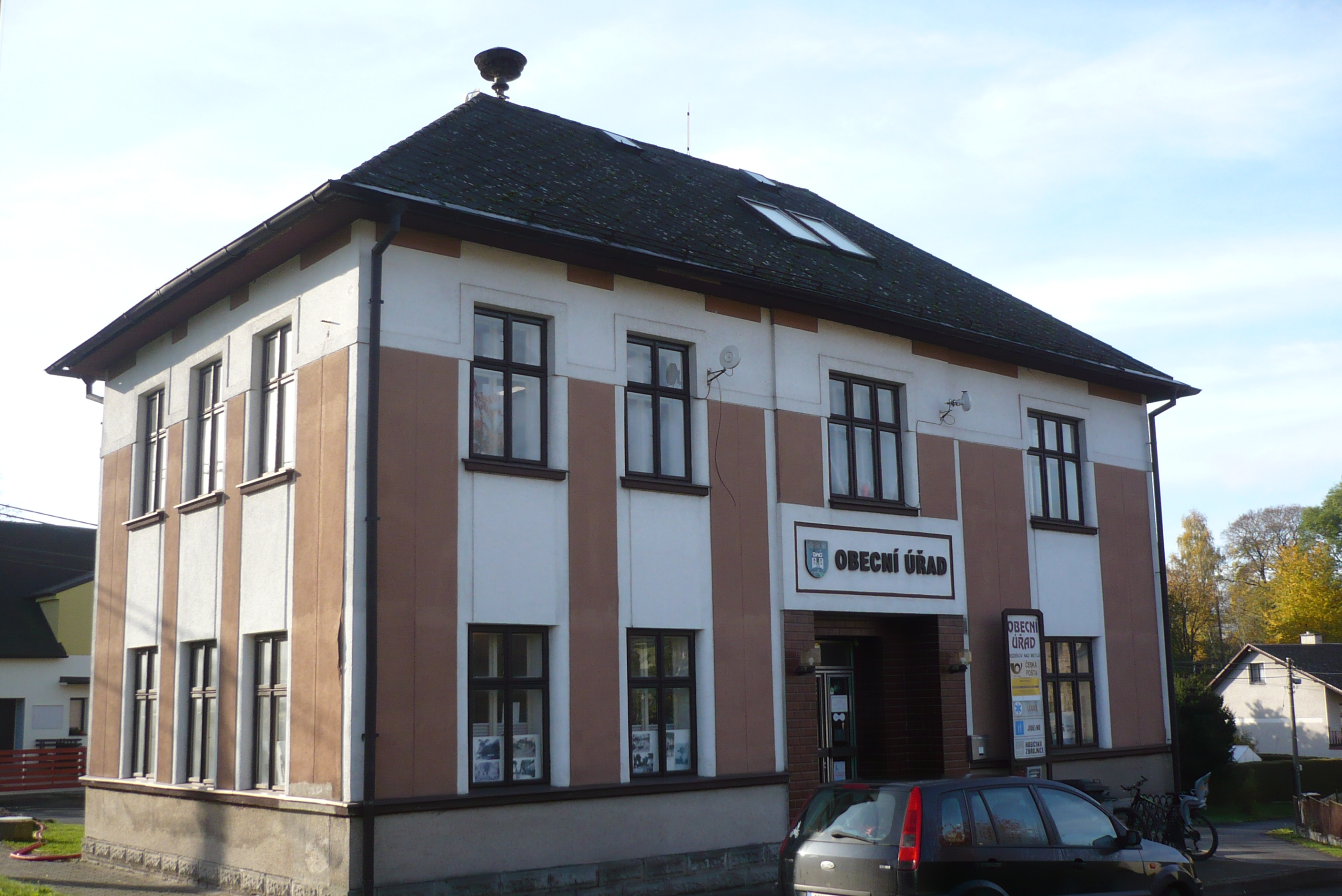
Urząd Gminy
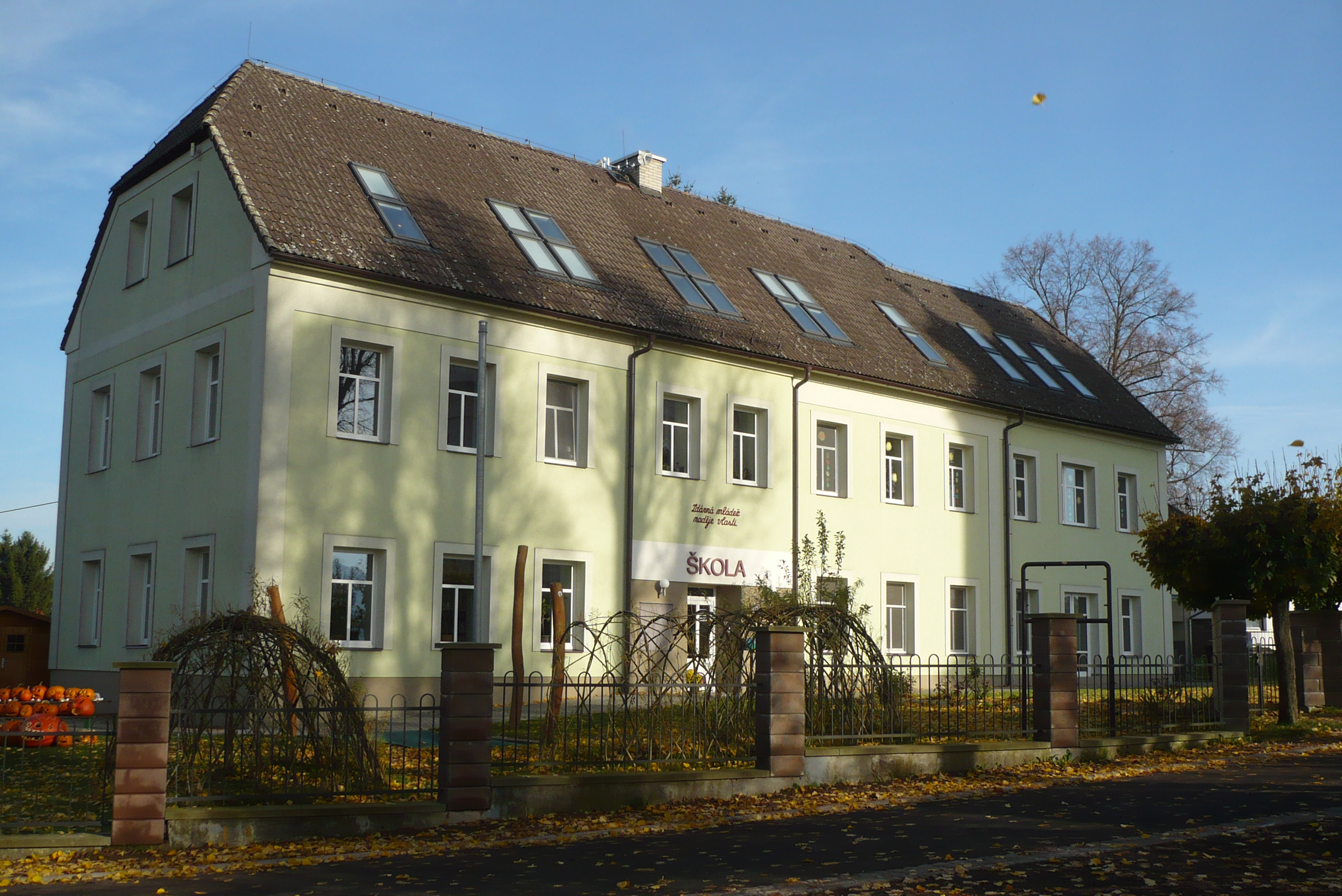
Szkoła